# Émirat de Touggourt
 (mars 2020).
Si vous disposez d'ouvrages ou d'articles de référence ou si vous connaissez des sites web de qualité traitant du thème abordé ici, merci de compléter l'article en donnant les références utiles à sa vérifiabilité et en les liant à la section « Notes et références ».
1414–1881
Entités précédentes :
- Confédération des Douaoudas

Entités suivantes :
- Régence d'Alger (vassal)
 Algérie française (1881)

L'Emirat de Touggourt (en arabe : إمارة تقرت), est un État qui a existé sur Touggourt, les oasis de sa région et la vallée de l'oued Righ entre 1414 et 1881[réf. à confirmer]. Il est gouverné par des sultans berbères de la dynastie des Beni Djellab. L'émir de Touggourt devient dès le XVIe siècle, vassal d'Alger, par l’intermédiaire du bey de Constantine.

## Histoire

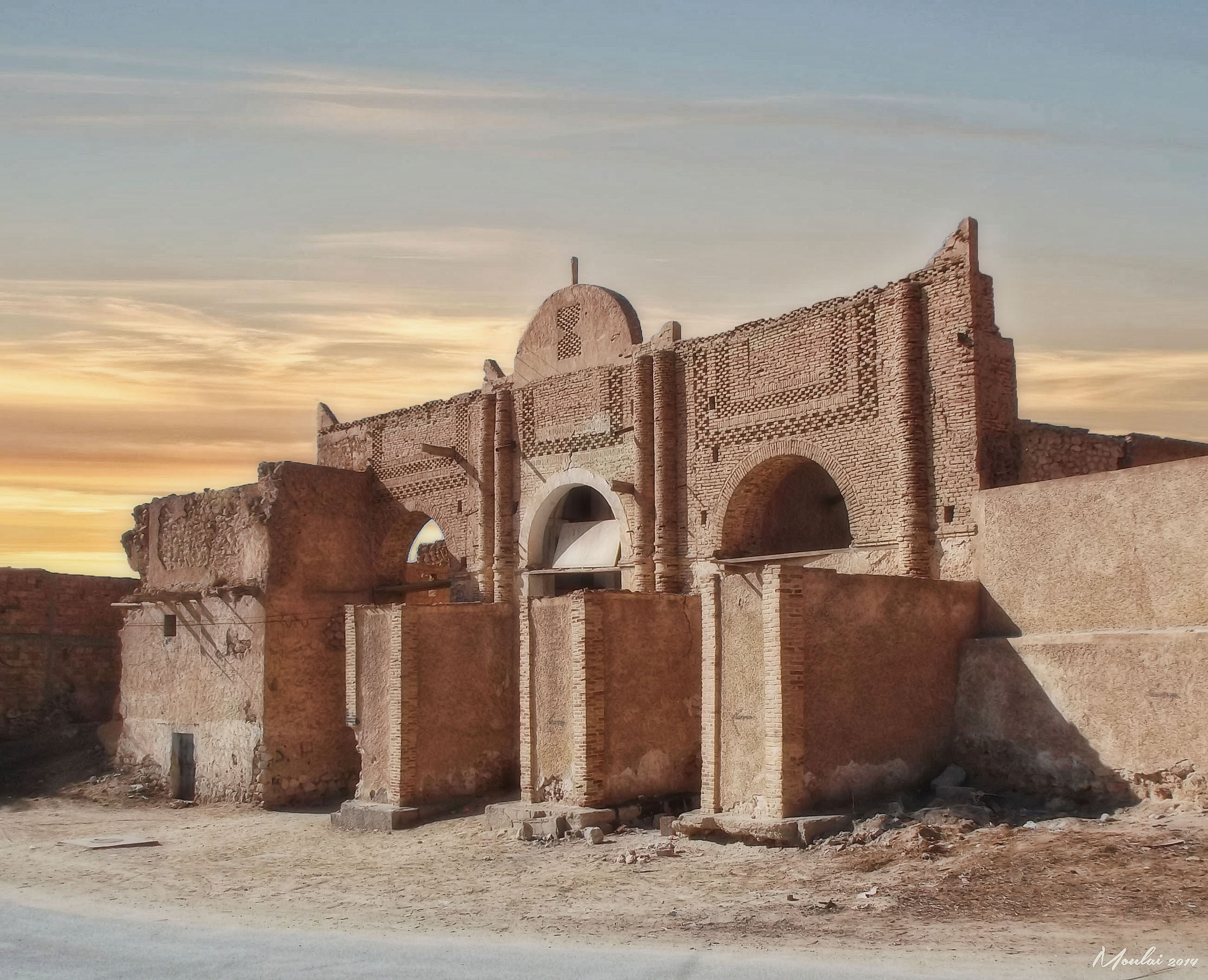
Palais délabré des Ben Djellab à Touggourt.

La principauté est fondée par un certain Soliman vers le début du XVe siècle. Pour certains il serait un pèlerin du Maghreb al-Aqsa, descendant des Mérinides ou un chérif. Une autre version affirme que lassés des rivalités, les clans locaux auraient décrété que le premier entré dans la ville de Touggourt serait reconnu comme chef ; un simple berger (en arabe : djellab) fut celui qui mit le pied le premier dans la ville.
Le cheikh Soliman El Djellabi doit composer avec la famille féodale des Douaouda, qui commandait aux Arabes Riah : des tribus nomades qui contrôlaient toute la plaine des Zibans à Ouargla. Le chef de cette famille, Ben Sakheri, qui porte le titre de cheikh El Arab, va se marier avec la fille de Soliman El Djellabi alors maître de Touggourt.
La région de Touggourt est dans un état d'anarchie, même les marchés— traditionnellement des lieux des commerce et d'échanges pacifiques — sont des lieux d'affrontement entre les membres des diverses oasis et tribus. Soliman El Djellabi, connaissant les ressorts politiques locaux et les ressources du pays, appelle autour de lui les hommes les plus populaires du pays (marabouts, chefs d'oasis, etc.) pour mettre de l'ordre dans la contrée. Il se sent assez fort pour conserver les structures politiques locales, dont la djemaa (conseil) dans laquelle il peut nommer des membres. Il équipe à ses frais une deïra de cinq cents cavaliers qui sera le noyau de son armée. Il parcourt ainsi les environs en châtiant les rebelles, en rétablissant la paix et en établissant un impôt.
Dès le XVIe siècle, le sultanat de Touggourt doit faire face à l'hégémonie de la régence d'Alger. Salah Raïs, beylerbey d'Alger, mène une expédition contre Touggourt en 1552. Les Beni Djellab font leur reddition face à l'artillerie ennemie ; politiquement ils deviennent dès lors vassaux d'Alger et tributaires, avant que le sultanat ne soit inclus dans la province du Zab.

### Administration
Le sultan de Touggourt devient dès le XVIe siècle, vassal d'Alger, par l’intermédiaire du bey de Constantine. Le sultanat ne se dote pas de lois fixe, les jurisprudences et le pouvoir absolu du sultan fixent les règles de la société. Le personnel de gouvernement n'est pas nombreux et ne se compose réellement que d'une poignée de fonctionnaires : le mezouar ou grand vizir, qui réunissait toutes les affaires, le khaznadji qui tenait les finances, le khodja ou écrivain qui apposait les sceau, conseillait le souverain et était au courant de tous les secrets, et pour l'ordre judiciaire un grand qadi, qui était pour la ville de Touggourt un simple juge siégeant et réglant les différents. Cependant avec ses assesseurs, ce grand qadi formait la cour d'appel qui pouvait casser et reformer les jugements des qadi des autres villes et villages. Pour faire porter les ordres, le sultan possédait un goum de 20 chevaux spécifiquement affectés à cette tache.